# 1442년
1442년은 토요일로 시작하는 평년이다.

## 연호
- 명(明) 정통(正統) 7년
- 일본(日本) 가키쓰(嘉吉) 2년
- 후 레 왕조(後黎朝) 다이바오(大寶) 3년

## 기년
- 명(明) 영종 정통제(英宗 正統帝) 7년
- 조선(朝鮮) 세종(世宗) 24년
- 후 레 왕조(後黎朝) 태종(太宗) 9년

## 사건
- 칠정산이 완성되었다.

## 문화
- 음력 5월 8일 - 측우제도 시행.